# Schizolaena elongata
Schizolaena elongata är en tvåhjärtbladig växtart som beskrevs av Thou.. Schizolaena elongata ingår i släktet Schizolaena och familjen Sarcolaenaceae. Inga underarter finns listade i Catalogue of Life.